# British Army Aeroplane No 1
O British Army Airplane No 1 ou às vezes Cody 1 foi um biplano construído por Samuel Franklin Cody em 1907 na Army Balloon Factory em Farnborough. Ele fez o primeiro voo motorizado e sustentado reconhecido no Reino Unido em 16 de outubro de 1908.

## Antecedentes
Nos primeiros anos do século XX, o interesse limitado do Exército Britânico em assuntos aeronáuticos estava amplamente confinado ao uso de balões ou pipas amarrados para fins de observação de artilharia. Muitas pessoas não acreditaram nas alegações dos irmãos Wright de voo controlado e sustentado, em 1907, um experimento oficialmente sancionado na Army Balloon Factory, em Farnborough, foi limitado à construção do "British Army Dirigible No 1" "Nulli Secundus", que foi o primeiro dirigível motorizado do Exército, sob a supervisão do Coronel JE Capper, superintendente da fábrica. Além disso, alguns experimentos altamente secretos com planadores estavam sendo realizados em Blair Atholl, na Escócia, por J. W. Dunne em colaboração com Capper. No final de 1907 o Diretor de Fortificações, superior imediato de Capper, foi persuadido a permitir o uso de alguns recursos da Fábrica de Balões para a construção de uma aeronave motorizada, a ser projetada e construída pelo americano Samuel Franklin Cody, então trabalhando com Capper no "Nulli Secundus".

## Projeto e desenvolvimento

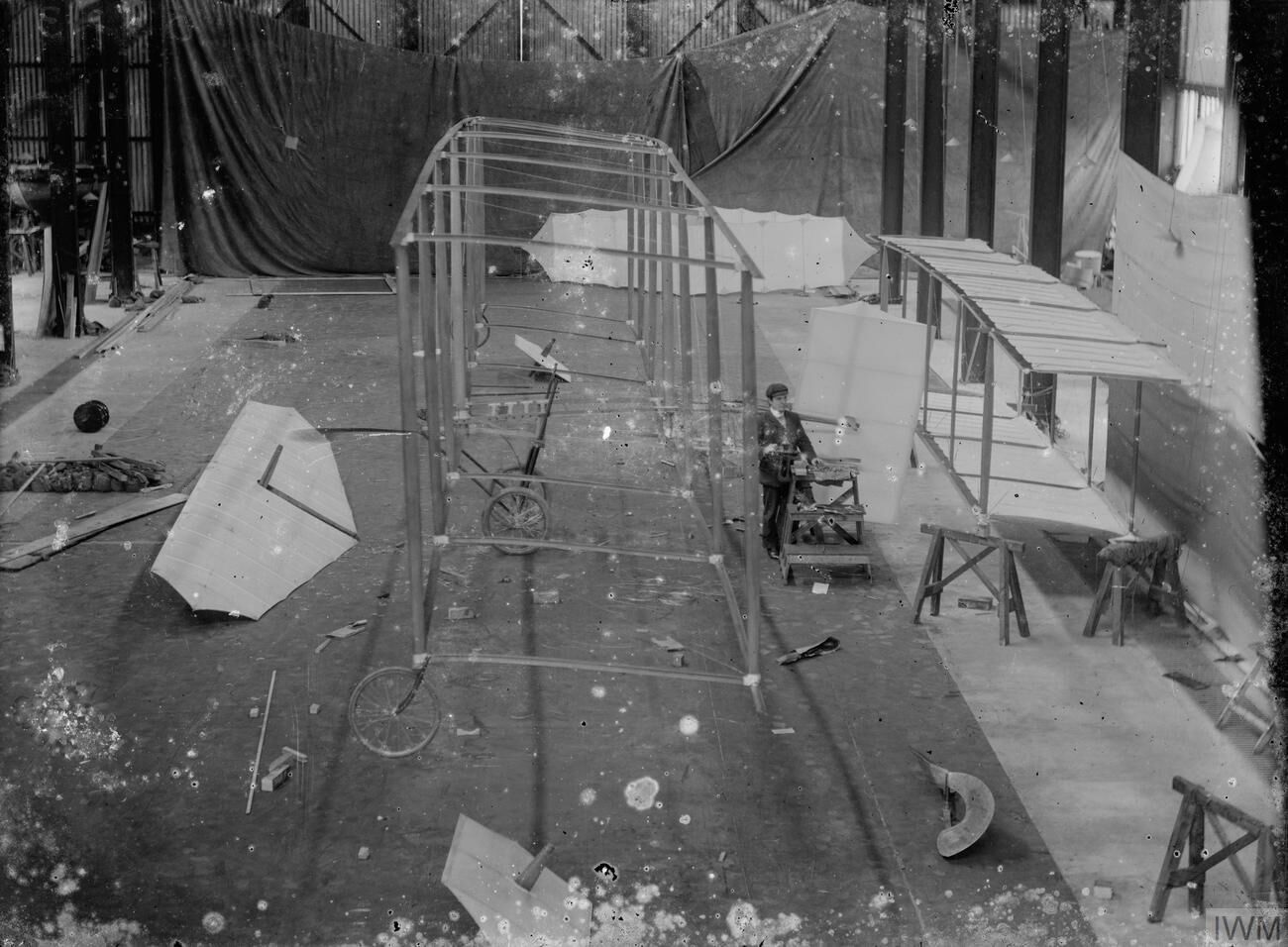
O Army Aeroplane durante a construção.

O British Army Airplane No 1 era um biplano de configuração semelhante ao projetado pelos irmãos Wright, sendo um biplano de três compartimentos com superfícies de controle horizontais montadas na frente das asas e um leme atrás; mas era maior, com uma envergadura de 52 pés (16 m).
A aeronave tinha uma longa história de alterações, mas, como construída inicialmente, tinha uma fuselagem de madeira de seção quadrada curta, com o motor montado na parte superior na frente do bordo de ataque da asa inferior, com o assento do piloto atrás dele. Um par de suportes em V na frente carregava duas rodas em um eixo e uma roda traseira era montada na parte de trás. Isso foi aumentado por pequenas rodas montadas na borda de ataque nas pontas das asas inferiores. As asas tinham longarinas de madeira nas bordas dianteira e traseira e tinham um arranjo para alterar a curvatura quando no solo por meio de fios tensionados entre as longarinas. As asas foram conectadas por suportes interplanos aerodinâmicos, alguns experimentos em túnel de vento em seções de suporte foram realizados em Farnborough. O controle lateral deveria ser alcançado usando um par de pequenos ailerons montados acima do bordo de ataque da asa inferior. O profundor montado na frente foi disposto em três conjuntos de lanças de bambu presas a soquetes na borda de ataque das asas, os membros inferiores inclinando-se abruptamente para cima, de modo que as superfícies ficassem logo abaixo do nível da asa superior. Estes poderiam ser operados em conjunto para atuar como profndores, além de auxiliar no controle lateral da aeronave. Um único leme retangular foi montado entre duas lanças, a superior presa ao centro da longarina traseira e a inferior à parte traseira da fuselagem. Um grande triângulo de lona foi esticado entre a borda de fuga da asa superior e a extremidade da lança de cauda superior. Uma pequena superfície vertical fixa também foi montada acima da asa superior.
O motor acionava um par de hélices na configuração por tração usando uma transmissão por correia. Os radiadores gêmeos foram montados verticalmente em uma configuração em V. A intenção original era usar um motor Panhard-Levassor de 50 hp, mas ele se mostrou pouco confiável quando testado em bancada. Sem financiamento para um novo motor, Cody teve que esperar até que o motor Antoinette de 50 hp (37 kW) que havia sido montado no "Nulli Secundus" estivesse disponível. Isso aconteceu em agosto de 1908, quando Cody transferiu o motor para sua aeronave.

## Histórico operacional

### Primeiro voo e carreira no exército

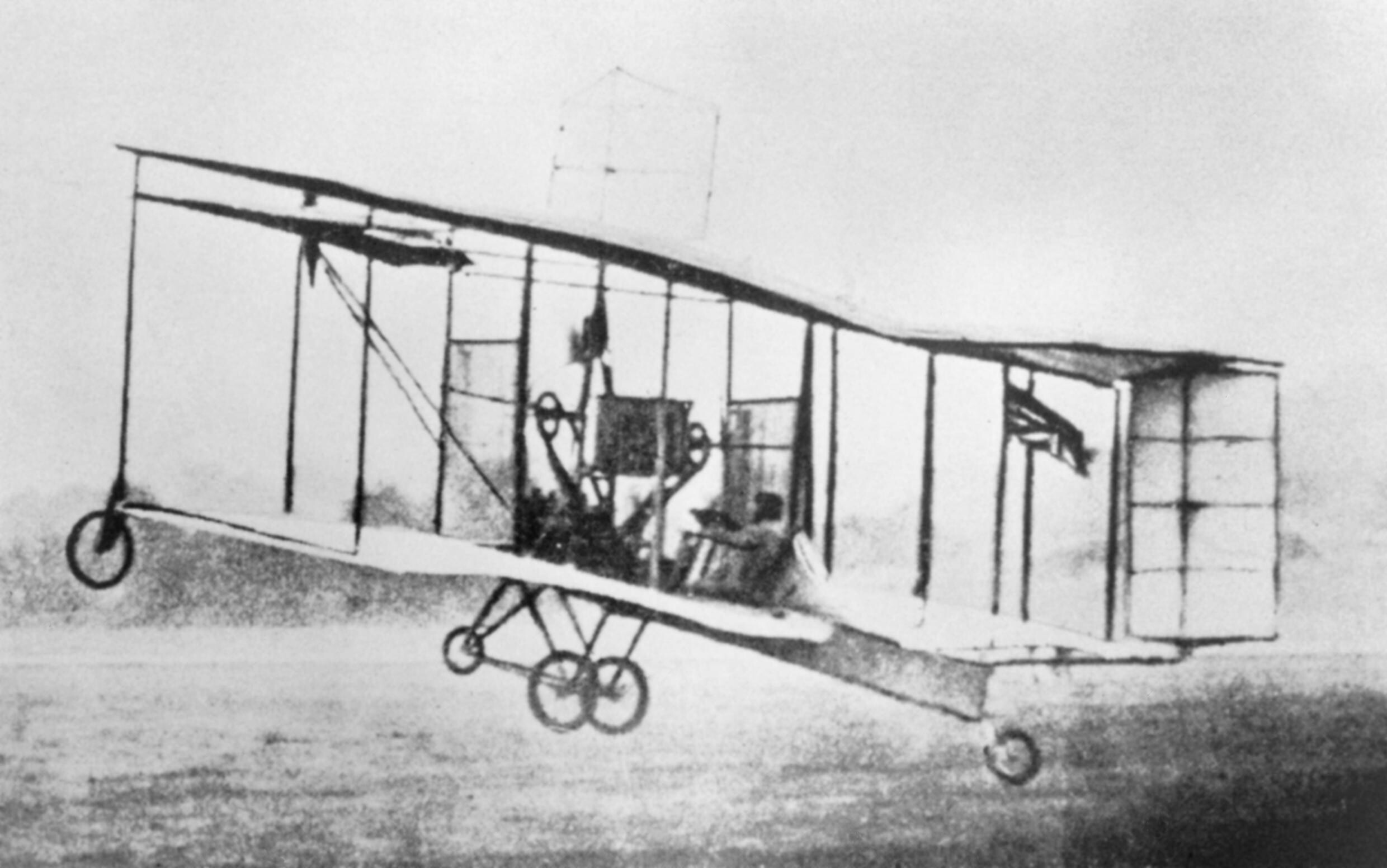
O primeiro voo sustentado no Reino Unido.

O amigo, assistente e biógrafo de Cody, G. A. Broomfield, mais tarde afirmaria que o primeiro voo ocorreu em maio de 1908. A. V. Roe foi na época alegado ter voado em junho de 1908 e Broomfield queria dar primazia a Cody. Ambas as alegações foram posteriormente rejeitadas, com a alegação de Broomfield sobre Cody sendo exposta como uma farsa total.
Cody realizou testes de taxiamento da aeronave em setembro, deixando o solo brevemente no último deles. A aeronave foi então devolvida à oficina para a primeira de uma longa série de modificações a serem feitas. Os pequenos ailerons foram removidos, uma roda de nariz adicionada, os radiadores movidos para fora de sua posição central para os suportes interplanos dianteiros e modificações foram feitas nas lanças que suportam o elevador. Desta forma, com uma Union Jack voando do suporte entre as lanças de cauda superior e inferior, a aeronave foi apresentada à imprensa em Farnborough em 13 de outubro. Após mais testes em solo, Cody finalmente julgou as condições adequadas para um teste de voo em 16 de outubro e fez o primeiro voo motorizado e sustentado reconhecido no Reino Unido, que cobriu apenas 1.390 pés (424 m).
O voo de 16 de outubro terminou quando Cody tentou fazer uma curva para evitar árvores e a ponta de uma asa tocou o chão. O acidente resultante causou danos substanciais, e o resto do ano foi gasto em repará-lo e fazer grandes modificações. A folga entre as asas foi aumentada de 8 pés (2,44 m) para 9 pés (2,74 m), as lanças que transportam os dois conjuntos de superfícies de controle foram alongadas e a provisão para controle lateral feito pela instalação de um sistema de deformação das asas e ajuste de movimento diferencial superfícies em cada extremidade do elevador. Os radiadores foram movidos para os suportes interplanos traseiros, o triângulo de lona que se estendia entre o bordo de fuga da asa superior e o topo do leme foi removido e o pequeno estabilizador vertical foi movido de cima da asa superior para uma posição entre as lanças centrais que suportam o profundor e ligadas ao controle do leme. Novas hélices maiores foram instaladas.

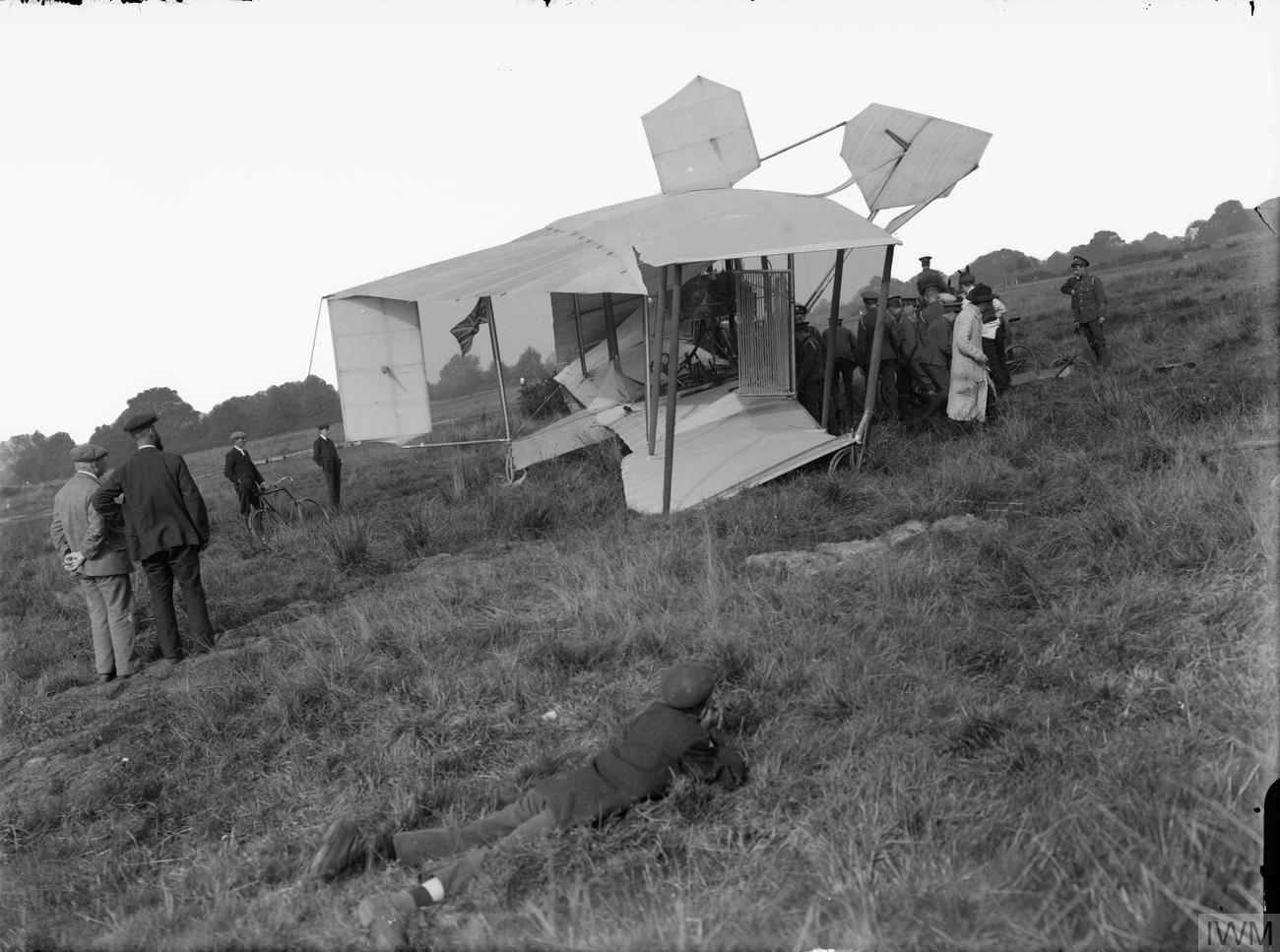
O Army Aeroplane
depois do primeiro voo de Cody.

Em 6 de janeiro de 1909, este trabalho foi concluído e os testes continuaram, nesta ocasião com várias serpentinas anexadas para que o fluxo de ar pudesse ser observado. Mais testes no solo foram feitos, os ailerons se moveram para uma posição no meio dos suportes interplanos traseiros e os radiadores se moveram levemente para frente para ajustar o trim da aeronave. Nesta forma Cody fez outro voo em 20 de janeiro cobrindo cerca de 1.200 pés (370 m) e atingindo uma altura de 25 pés (7,6 m), mas caiu após uma curva, Cody não se feriu. A aeronave foi novamente levada de volta à fábrica para alterações e reparos. Os ailerons foram descartados e um par de estabilizadores horizontais foram instalados na frente do leme. Cody voou a aeronave novamente em 18 de fevereiro, desta vez pousando sem mais danos do que um pneu estourado e um fio de corda quebrado. Outros voos bem-sucedidos foram feitos em 22 de fevereiro, após os quais os estabilizadores traseiros foram removidos e os ailerons reposicionados, agora sendo colocados em estabilizadores curtos que se arrastavam dos suportes interplanos dianteiros, e o leme dianteiro foi movido para uma posição acima do profundor.

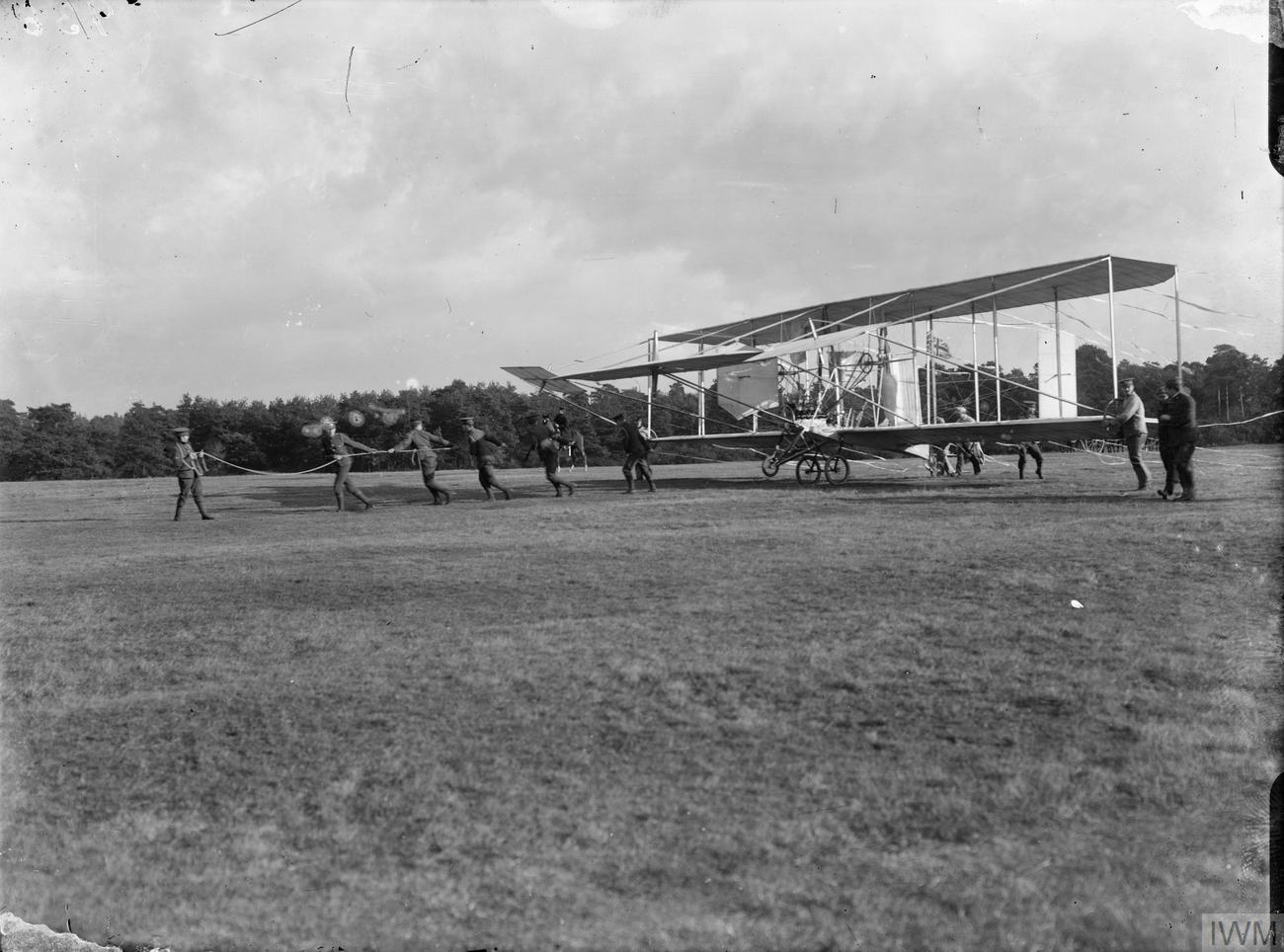
O Army Aeroplane No.1 em janeiro de 1909. Observe as flâmulas presas às asas.

Apesar do fato de que a aeronave de Cody poderia agora ser considerada um sucesso, em fevereiro de 1909 um relatório do Sub-Comitê de Navegação Aérea do Comitê de Defesa Imperial havia recomendado que todas as experimentações de mais pesados que o ar financiadas pelo governo deveriam parar, deixando o desenvolvimento para o setor privado. O financiamento deveria ser fornecido para a construção de aeronaves; o apoio oficial para qualquer outra coisa se limitava à tolerância de atividades de aviação em algumas terras do governo. Se Cody desejasse desenvolver ainda mais a aeronave, teria que fazê-lo às suas próprias custas e não como funcionário da Balloon Factory. O contrato de Cody, com renovação prevista para setembro daquele ano, não foi renovado, mas ele foi autorizado a manter a aeronave, agora oficialmente excedente às exigências, e continuar a usar o Laffan's Plain para testes de voo. O Exército ficou com apenas um conjunto de desenhos do British Army Airplane No 1 rotulado como "Top secret", possivelmente o primeiro conjunto completo de desenhos técnicos para uma aeronave.

### Uso subsequente

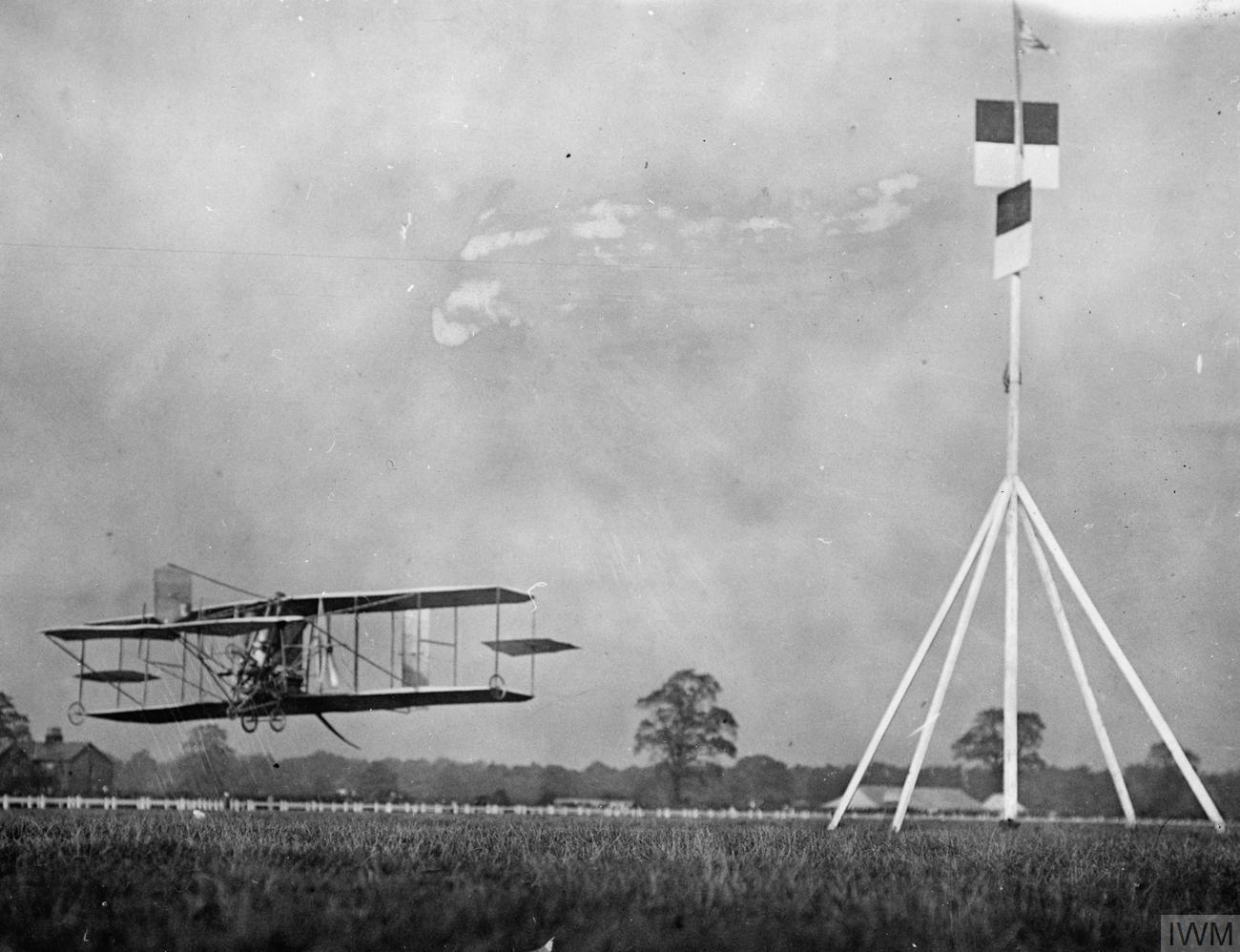
Cody no "Doncaster Aero Meeting".

O relacionamento pessoal de Cody com Capper não foi prejudicado e ele continuou a operar a aeronave em Farnborough. Em 14 de maio de 1909 ele fez um voo de mais de uma milha entre Laffan's Plain e Danger Hill. Mais tarde, no mesmo dia, ele tentou repetir o desempenho a pedido do Príncipe de Gales, que estava observando as manobras do Exército em Aldershot. Infelizmente, na descolagem foi apanhado por uma rajada ao virar a máquina para evitar algumas tropas no solo, e foi obrigado a aterrar, tendo a aeronave sofrido alguns danos na cauda. O príncipe, no entanto, ficou satisfeito, contando a Cody seu prazer em ver um avião britânico que podia voar.
De volta à oficina, Cody fez mais ajustes, descartando os lemes duplos e movendo os radiadores para que agora ficassem na frente dos suportes interplanos dianteiros. A roda traseira foi removida e substituída por uma derrapagem substancial. Em meados de julho Cody voou a aeronave novamente, conseguindo completar um voo circular de quatro milhas em 21 de julho, após o qual decidiu instalar um E.N.V. de 60 hp. Motor tipo F. É importante ressaltar que a posição do piloto e do motor foram trocadas: o assento do piloto agora está diretamente na frente da borda de ataque da asa e o motor acima dela. A posição dos ailerons também foi ajustada; os estabilizadores foram removidos, os ailerons agora sendo montados diretamente nos suportes interplanos dianteiros.
Além de pequenos ajustes, esta foi a forma final da aeronave. Ele voou por três milhas em 11 de agosto. Cody ficou inicialmente surpreso com a experiência proporcionada pela nova posição do assento, registrando "Acho que minha nova posição na frente do motor tem efeitos muito mais sensacionais nos nervos do que a antiga posição, de fato até ontem à noite eu nunca soube que tinha qualquer nervosismo. Acho, no entanto, que vou superar essa leve timidez depois de algumas corridas". mas a aeronave agora estava funcionando bem e depois de vários voos em 13 de agosto, Cody considerou seguro o suficiente para levar um passageiro. No dia seguinte esta honra foi para Capper, e mais tarde naquele dia Cody levou sua esposa para um voo de três milhas, fazendo dela a primeira mulher a voar em um avião no Reino Unido.
Em 8 de setembro de 1909 ele fez um voo de mais de uma hora, cobrindo cerca de 40 milhas (64 km), pousando porque estava sem combustível. Ele também voou a aeronave no Doncaster Flight Meeting em outubro de 1909. Embora não tenha ganhado nenhum dos prêmios oferecidos, Cody aproveitou sua aparição para assumir publicamente a cidadania britânica em 28 de outubro e prontamente incluiu seu nome no Daily Mail prêmio para a primeira aeronave britânica a fazer um voo circular de mais de uma milha. No entanto, a reunião de Doncaster não havia sido sancionada pelo Royal Aero Club e, portanto, quaisquer voos feitos lá não puderam ser oficialmente ratificados, e o prêmio acabou sendo ganho por J.T.C. Moore-Brabazon em 30 de outubro.
Em janeiro, Cody esperava ganhar o prêmio de £ 1.000 oferecido por Sir William Hartley por um voo entre Manchester e Liverpool, que deveria ser feito antes de 26 de janeiro. Embora ele tenha levado a aeronave para Aintree, sua tentativa foi impedida pelo nevoeiro. Após este voo, Cody concentrou seus esforços na nova aeronave que estava construindo, o Cody Michelin Cup Biplane.

## Nomenclatura
Originalmente, a aeronave de Cody foi oficialmente chamada de British Army Airplane No 1. Depois que o Ministério da Guerra parou de apoiar os experimentos de Cody, ela foi simplesmente chamada de "Cody Flyer" ou equivalente. Qualquer tentativa de descrever suas várias formas como "Cody 2" e assim por diante corre o risco de confundir esta aeronave com as aeronaves subsequentes construídas por Cody, e certamente não foram usadas em fontes contemporâneas. As aeronaves subsequentes tendem a ser referidas como "o novo avião do Sr. Cody", posteriormente sendo conhecido por sua conquista mais notável na aeronave, como no caso do "Cody Michelin Cup Biplane". Para confundir ainda mais, o nome "Cody Cathedral" é usado indiscriminadamente tanto para esta aeronave quanto para o Cody V de 1912, também conhecido como "Military Trials Biplane".

## Réplica
Uma réplica em tamanho real foi construída em 2008 por uma grande equipe de voluntários do "Farnborough Air Sciences Trust". Não foi projetado para voar, mas tentou reproduzir fielmente os materiais e a construção do original.

## Especificações (British Army Aeroplane No 1)
Dados de: Biplanes, Triplanes, and Seaplanes
Descrições gerais
- Tripulação: 1 piloto
- Comprimento: 11,73 m (38 ft)
- Envergadura: 15,85 m (52 ft)
- Altura: 3,96 m (13 ft)
- Área alar: 59,46 m² (640 ft²)

Motorização
- Número de motores: 1x
- Fabricante/modelo: Antoinette
- Potência por motor: 50 hp (37,3 kW)

Performance
- Velocidade máxima: 105 km/h (65,2 mph)